# الصايد
الصايد قرية في ناحية الفرقلس التابعة لمنطقة حمص في محافظة حمص في سورية.